# Pseudopineria viequensis
Espèce
Synonymes
- Pineria viequensis (Pfeiffer, 1856)[2]

Pseudopineria viequensis est une espèce de mollusques terrestres de distribution caribéenne, de la famille des Urocoptidae. Cet escargot est réputé difficile à observer, du fait de sa petite taille et de sa couleur gris-beige qui le confond avec la surface des rochers dans les anfractuosités desquels il se trouve.

## Description
Pseudopineria viequensis présente une coquille imperforée, ovale-conique, composée de six tours et demi ornés de côtes droites pour le premier, obliques pour les suivants. Les tours sont carénés en leur milieu à leur périphérie et cette angulation est soulignée par une ligne de tubercules formée de l'épaississement des rides au niveau de la carène. L'ouverture est presque circulaire, le péristome est simple, les marges sont convergentes, la marge droite arquée et la marge columellaire rectiligne et calleuse.
La coquille du type est longue de 5 mm pour une largeur de 3 mm. Elle est de couleur gris cendrée et l'animal est de la même couleur.

## Synonymie
L’espèce a été décrite en 1856 par Pfeiffer sous le protonyme de Bulimus viequensis, à partir de spécimens provenant de l’île de Vieques, au large de Porto Rico.
Le même escargot a été décrit deux ans plus tard sous le nom d’Helix schrammi à partir de spécimens provenant de Guadeloupe, avant que les deux noms ne soient mis en synonymie de l’appellation Pineria viequensis.
Le taxon a ensuite été rattaché au genre Pseudopineria, individualisé sur la base d’une morphologie particulière de la radula.

## Variétés
La variété de Guadeloupe, caractérisée par une coquille moins élancée et des tours plus fortement carénés, est nommée Pseudopineria viequensis schrammi.
Une variété minor, nommée pour s’appliquer à des spécimens de la Barbade, est aujourd’hui jugée invalide.

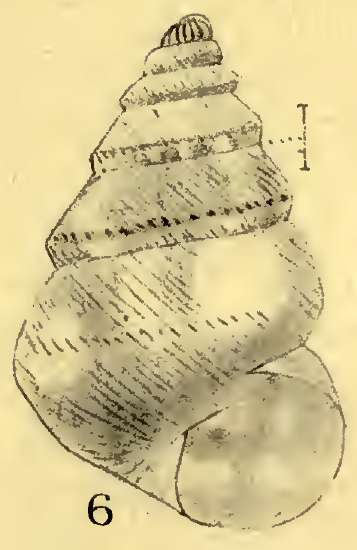
Dessins d'un spécimen de Saint-Martin (Pilsbry 1904, planche 1, fig. 6).
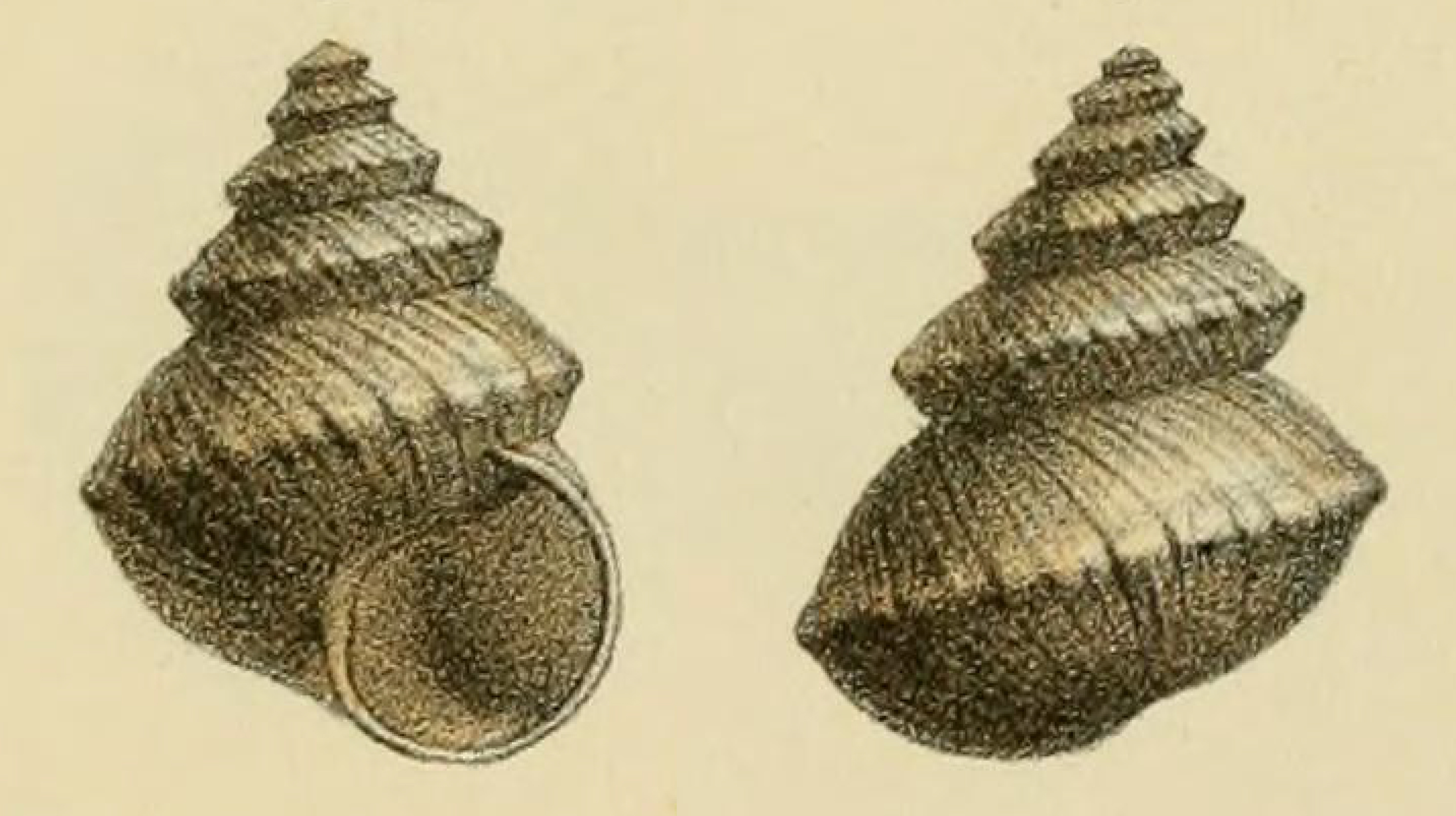
Dessin d'un spécimen de Guadeloupe, vue aperturale et dorsale, rattaché à la variété P. v. schrammi (Fisher 1858, pl. 7, fig. 7-8).

## Distribution
L’espèce est endémique du nord-est de la Caraïbe. Elle est présente de Porto Rico à Marie-Galante, et n’est observée que sur les terrains ou îles calcaires, à savoir :
- Porto-Rico, côté nord[9] ;
- Vieques[3] ;
- Antigua[2] ;
- Saint Martin, où l'espèce est connue des environs de Simsonbaai[10] et de la colline de Billy Folly[11] ;
- Saint-Barthélemy, où l'escargot n'est aujourd'hui observé que sous la forme de vieilles coquilles[12] ;
- Guadeloupe, île de Grande-Terre[4],[13],[14] ;
- La Désirade[13],[14] ;
- Marie-Galante[13],[14].

## Écologie
L’escargot se nourrit des lichens présents à la surface des rochers de calcaire ou de phosphate,. C’est une espèce calciphile stricte qui affectionne les milieux d’influence littorale,, et se rencontre plus volontiers sur les parois rocheuses exposées au sud.

## Étymologie
Son nom spécifique, composé de viequ[e] et du suffixe latin -ensis, « qui vit dans, qui habite », lui a été donné en référence au lieu de sa découverte, l’île de Vieques (notée en latin Insula Vieque Indiae occidentalis sur la publication originale). 

## Publication originale
- (de) L. Pfeiffer, « Diagnosen neuer Landschnecken », Malakozoologische Blätter, Cassel, Inconnu, vol. 3,‎ 1856, p. 43-52 (ISSN 0936-983X, OCLC 1756544, lire en ligne).